# NGC 3509
NGC 3509 é uma galáxia espiral barrada (SBbc) localizada na direcção da constelação de Leo. Possui uma declinação de +04° 49' 42" e uma ascensão recta de 11 horas, 04 minutos e 24,4 segundos.
A galáxia NGC 3509 foi descoberta em 30 de Dezembro de 1786 por William Herschel.[carece de fontes?]